# سمندل الكهف
سَمَنْدَلُ الكَهْفِ حيوان برمائي ذو ذيل وعديم الرئة.

## الوصف
سمندل الكهف هو سمندل كبير الحجم نسبيًا يتراوح طول جسمه بين 10 و20 سم. يمثل الذيل نسبة كبيرة من الطول الكلي، ما يصل إلى 60-65٪ من طوله. يتميز بظهره البرتقالي إلى البرتقالي المحمر وسطح بطنه باهت غير محدد. يتميز السطح الظهري للجسم بعلامات شديدة وبقع غير منتظمة. أطراف سمندل الكهف طويلة. هناك 14-15 من الأخاديد على جانب الجسم. هذا النوع له ذيل عصبي.